# Richard Schneider (Fußballspieler)
Richard Schneider (* 16. Dezember 1919 in Kaiserslautern; † 28. April 1982) war ein deutscher Fußballspieler und -trainer. Von 1950 bis 1961 war er Trainer beim 1. FC Kaiserslautern, mit dem er 1951 und 1953 die deutsche Fußballmeisterschaft gewann.

## Laufbahn
Ab der Schülermannschaft spielte Richard Schneider in der FCK-Jugend mit dem ein Jahr jüngeren Fritz Walter zusammen. Daran änderte sich auch nichts, als beide im Jahre 1939 gemeinsam in der Gauliga spielten. Zwei Meniskusoperationen führten zum Ende der Spielerkarriere von Richard Schneider. Nach dem Ende des Zweiten Weltkrieges begann er 1947 seine Trainertätigkeit als Jugendtrainer beim Südwestdeutschen Fußball-Verband. Auch war er Jugendleiter beim 1. FCK. Nachdem er im Jahre 1950 – zusammen mit Helmuth Johannsen – unter der Lehrgangsleitung von Sepp Herberger an der Deutschen Sporthochschule Köln erfolgreich die Ausbildung zum Fußball-Lehrer absolviert hatte, übernahm der ehemalige Spieler zur Runde 1950/51 die Mannschaft des 1. FC Kaiserslautern als Trainer in der Fußball-Oberliga Südwest.
Zusammen mit dem überragenden Spielmacher Fritz Walter gewann Schneider im Südwesten in den Jahren 1951 und in Serie von 1953 bis 1957 sechsmal die Meisterschaft. Höhepunkte bildeten aber die zwei deutschen Meistertitel, die er in den Endrunden 1951 und 1953 mit seiner Mannschaft erringen konnte. Bei seiner ersten Meisterschaft war er 31 Jahre alt und damit jünger als der jüngste Meistertrainer der später eingeführten Bundesliga Matthias Sammer, der bei seinem Titelgewinn 2002 34 Jahre alt war. In den Jahren 1954 und 1955 stand er mit der Walter-Elf noch zwei weitere Male im Finale. Auch das Mitwirken seiner Spieler Fritz Walter, Ottmar Walter, Werner Liebrich, Horst Eckel und Werner Kohlmeyer beim Gewinn der Fußball-Weltmeisterschaft 1954 in der Schweiz kann zu den Früchten seiner Trainerarbeit gezählt werden. Zu den Erfolgen in dieser Ära mit Kaiserslautern sagte Richard Schneider Jahre danach: „Da stimmte eben alles. Ich hatte Spieler von seltener Klasse. Technisch, taktisch und konditionell war diese Mannschaft der fünfziger Jahre einmalig. Es stimmte der Geist der Truppe und es stimmte die Harmonie in der Vereinsführung – eine tolle Mischung.“
Zur Runde 1961/62 beendete er seine Trainertätigkeit beim 1. FC Kaiserslautern und übernahm in der Fußball-Oberliga West Preußen Münster. Durch den errungenen vierten Platz in der letzten Oberligarunde 1962/63 führte Schneider die Westfalen in die neue Fußball-Bundesliga. Im Premierenjahr 1963/64 konnte er mit 23:37 Punkten als Tabellenfünfzehnter – ein Zähler hinter Hertha BSC und dem Karlsruher SC – nicht den Klassenerhalt mit den Preußen realisieren. Zwei Jahre versuchte er es dann noch aus der Regionalliga West die Rückkehr mit Münster in die Bundesliga zu bewerkstelligen. Dies gelang dem „Mann der leisen Töne“, der Harmonie und Mannschaftsgeist predigte, aber nicht und so nahm er zur Runde 1966/67 ein Angebot des SSV Reutlingen aus der Regionalliga Süd an und wechselte in das Schwäbische. Im Januar 1969 kehrte er dann nochmals als Technischer Direktor nach Münster zurück und beendete dort im November 1970 endgültig seine Trainerlaufbahn, nachdem er sich 1969 einer Hüftgelenk-Operation unterziehen musste.
Sieben Jahre vor seinem Tod kehrte Richard Schneider zurück nach Kaiserslautern. Auf dem Waldfriedhof fand er dort seine letzte Ruhestätte.